# John Crome

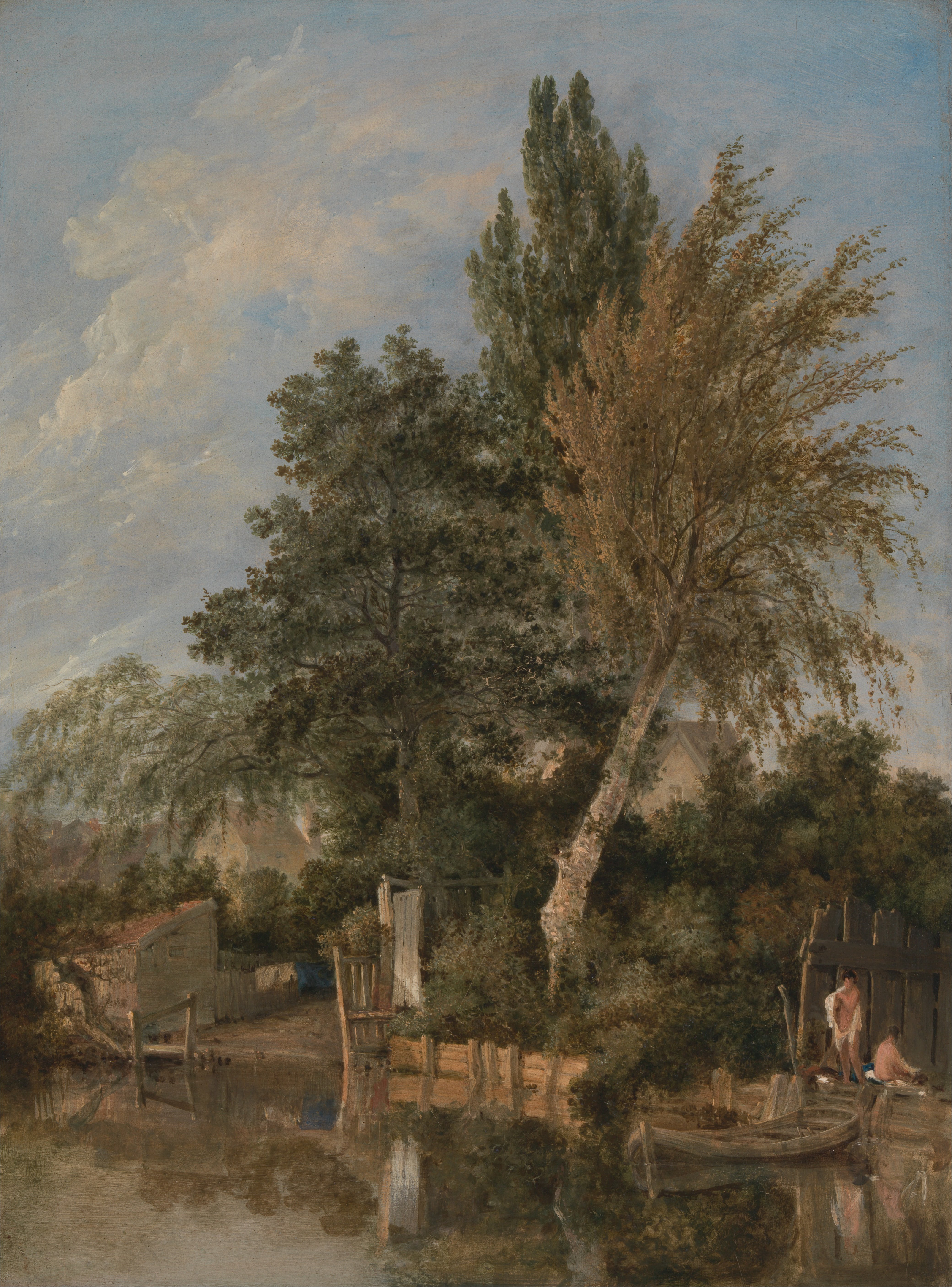
John Crome: Badende Jungen am Fluss Wensum in Norwich

John Crome (* 22. Dezember 1768 in Norwich; † 22. April 1821 ebd.) war ein englischer Landschaftsmaler der Romantik, Kunstlehrer und Gründungsmitglied sowie wichtigstes Mitglied der Landschaftsmalereischule von Norwich. Er wohnte zeit seines Lebens in Norwich. Die Mehrzahl seiner Werke zeigt Landschaften aus der Umgebung dieser Stadt. Crome wird auch „der alte Crome“ genannt zur Unterscheidung von seinem Sohn, dem Maler John Berney Crome.

## Leben
John Crome wurde am 22. Dezember 1768 in Norwich geboren und am 25. Dezember in der dortigen St. Georgskirche getauft. Er war der Sohn des Webers John Crome, der zugleich Gastwirt war, und seiner Frau Elisabeth. Nachdem er im Alter von zwölf Jahren eine Weile als Botenjunge für einen Arzt gearbeitet hatte, wurde er Lehrling bei Francis Whisler, einem Häuser-, Wagen- und Schildermaler. Zur gleichen Zeit freundete er sich mit Robert Ladbrooke an, der damals Druckereilehrling war. Sie teilten sich ein Zimmer und unternahmen Ausflüge, auf denen sie die Felder und Wege rund um Norwich skizzierten. Gelegentlich kauften sie Drucke, um sich im Kopieren zu üben.
Crome und Ladbrooke konnten einige ihrer Arbeiten an den ortsansässigen Händler Smith & Jaggars verkaufen. Vermutlich auf diesem Weg kam Crome in Kontakt mit Thomas Harvey aus Old Catton, der ihm dabei behilflich war, Zeichenlehrer zu werden. Crome erhielt Zugang zu Harveys Kunstsammlung und konnte so seine Kenntnisse und Fertigkeiten verfeinern, indem er Werke von Thomas Gainsborough und Meindert Hobbema kopierte. Weitere Unterweisung und Ermutigung erhielt er von dem Künstler John Opie und dem Porträtmaler William Beechey, dessen Haus in London er häufig besuchte.
Im Oktober 1792 heiratete Crome Phoebe Berney. Aus der Ehe gingen zwei Töchter und sechs Söhne hervor. Die Söhne John Berney und William Henry Crome wurden ebenfalls Landschaftsmaler.
Im Jahr 1803 gründeten Crome und Ladbrooke die Norwich Society of Artists, zu deren Mitgliedern auch Robert Dixon, Charles Hodgson, Daniel Coppin, James Stark und George Vincent gehörten. Es war die erste Künstlerbewegung in England außerhalb Londons. Ihre erste, sehr erfolgreiche Ausstellung veranstalteten sie 1805. Crome steuerte 22 Gemälde zu dieser Ausstellung bei. Jährlich folgten daraufhin weitere Ausstellungen.
Crome wurde mehrfach zum Vorsitzenden des Vereins gewählt und bekleidete dieses Amt auch zum Zeitpunkt seines Todes. Er war für mehrere Jahre Zeichenlehrer an der Norwich School. Viele Mitglieder der Schule von Norwich wurden von ihm unterrichtet, unter anderen Stark und Edward Thomas Daniell. Daneben gab er auch Privatunterricht. Zu seinen Schülern gehörten Mitglieder der einflussreichen Familie Gurney, bei der er auch während eines Aufenthalts im Lake District im Jahr 1802 zu Gast war.
Von Zeit zu Zeit unternahm Crome kurze Besuche in London, pflegte aber ansonsten keinen Kontakt zu anderen großen Künstlern seiner Zeit. Zwischen 1806 und 1818 wurden sechs seiner Gemälde bei der Royal Academy ausgestellt.
1814 besuchte er im Zuge der Niederlage Napoleons Paris und zeigte später Ansichten von Paris, Boulogne und Ostende. Sein bevorzugtes Motiv blieben aber Ansichten aus Norfolk.
Am 22. April 1821 starb Crome in seinem Haus in Gildengate, Norwich, und wurde in der St. Georgskirche beigesetzt.

## Werk und Nachleben
Eine Gedächtnisausstellung mit 100 seiner Arbeiten wurde noch im November 1821 von der Norwich Society of Artists veranstaltet.
Cromes Arbeiten finden sich heute in Gemäldegalerien wie der Tate Gallery und der Royal Academy in London sowie dem Schlossmuseum in Norwich.
In Norfolk ist unter anderem ein Küstenabschnitt im Broads National Park nach ihm benannt.
Ein Ereignis aus seinem Leben war 1969 Thema der Oper Twice in a Blue Moon von Phyllis Tate nach einem Libretto von Christopher Hassall: Crome und seine Frau zerteilen eines seiner Gemälde, um beide Hälften dem Norwich Fair zu verkaufen.